# Paul Souffrin
Paul Souffrin (* 16. Mai 1932 in Courbevoie, Département Seine; † 29. Januar 2025) war ein französischer Politiker der Parti communiste français. Von 1977 bis 1995 war er Bürgermeister von Thionville und gehörte von 1983 bis 1992 dem französischen Senat an.

## Werdegang
Souffrin studierte Medizin. Von 1959 bis 1961 leistete er seinen Militärdienst in Bordeaux, wo er anschließend von 1961 bis 1966 als Anästhesieassistent in einem Krankenhaus tätig wurde. Danach wurde Souffrin als Arzt am Krankenhaus in Thionville tätig, wo er die Anästhesieabteilung und die Reanimationsabteilung mit aufbaute.
1977 war Souffrin, der seit 1952 der Parti communiste français angehörte, als Kandidat der Union de la gauche zum Bürgermeisters von Thionville gewählt. 1983 und 1989 erfolgte jeweils seine Wiederwahl. 1995 unterlag er Jean-Marie Demange.
Am 25. September 1983 wurde Souffrin in den Senat gewählt. Dort gehörte er der Groupe communiste an und übte sein Mandat bis zum 1. Oktober 1992 aus. Für eine weitere Legislaturperiode wurde Souffrin nicht wiedergewählt.
Nach seinem Ausscheiden aus der Politik nahm er ein Studium an der faculté des Lettres de Metz auf und erhielt dort einen maîtrise und ein Diplôme d’études approfondies in Sprachwissenschaften. Danach setzte er sein Studium in Paris fort und promovierte dort 1998 mit einer Dissertation über Raymond Queneau.
Souffrin war Ritter der Ehrenlegion und des Ordre des Palmes Académiques.
Er war seit 1956 verheiratet und hatte drei Kinder.